# Ганк (Дагестан)
Ганк — даргинское вольное общество с центром в селе Кища на территории современного Дахадаевского района Дагестана. При включении в Российскую империю называлось магалом Ганк.
В 1895 году в состав магала входили сёла: Кища, Кубачи, Харбук, Амузги, Сулевкент и Шири.

## История
В древности земли общества были частью Зирихгерана. Впоследствии они были присоединены в Кайтагу во время арабских походов в Дагестан.  
В результате похода Тамерлана в Дагестан Кайтагское уцмийство было разорено, гегемония уцмиев в регионе прекратилась, а общества Гапш, Ганк и Муйра отделились от Кайтага. Но в первой половине XV века эти союзы вернулись в уцмийство, которое начало постепенно восстанавливаться после разгрома. 
После вхождение в состав Российской империи магал Ганк был частью Уркарахского наибства.

## Экономика
В селе Кубачи производилось оружие множества видов, а также сукна, серебряные и золотые изделия, в Амузги изготавливали клинки, косы, сукна. Сулевкенцы занимались производством глиняной посуды. Ширинцы делали сукна, харбукцы — стволы ружей и пистолетов, железные изделия по типу кос, сох, подков, топоров и других, кищинцы изготавливали сигази.
Кубачинцы имели пастбищную гору под названием Дутля, где могли пастись до 6 000 баранов, сулевкентцы также имели право там пасти лошадей. У Шири и Амузги имелась пастбищная гора, которая была в их совместном пользовании. У харбукцев была отдельная пастбищная гора, как и у кищинцев. 
Леса в пользовании были у сёл Кубачи, Сулевкент, Харбук и Шири.
Данные по Ганку на 1901 год:
- Количество сёл — 7
- Общее число дворов — 1046
- Голов лошадей — 472 (0.45 на каждый двор)
- Голов рогатого скота — 1368 (1.8 на каждый двор)
- овцы, козы — 3750 (3.6 на каждый двор)
- ослы — 212 (0.2 на каждый двор)

## Строй
Общество управлялось кадием, который был одновременно и старшиной, и судьёй. В отличие от других обществ, в Ганке кадии избирались не из особых родов, а из всего населения. Кроме Кубачи, там кадий избирался из известных 8 тухумов (родов).